# شهرداری سیبلا
شهرداری سیبلا (به لاتین: Cibla Municipality) یک شهرداری در لتونی است. شهرداری سیبلا ۳٬۴۱۰ نفر جمعیت دارد.